# New Laguna
New Laguna è una comunità non incorporata degli Stati Uniti d'America della contea di Cibola nello Stato del Nuovo Messico. New Laguna si trova lungo la New Mexico State Road 124, 2,25 miglia (3,62 km) a ovest di Laguna. New Laguna ha un ufficio postale con ZIP code 87038.